# NGC 5539
NGC 5539 este o brightest cluster galaxy⁠(d) situată în constelația Boarul. A fost descoperită în 24 aprilie 1830 de către John Herschel.